# 跋扈妖怪伝 牙吉 第二部
「牙吉」製作委員会によるVシネマ。「跋扈妖怪伝 牙吉 KIBAKICHI　第一部」の続編である。「さくや妖怪伝」の助監督であった服部大二が監督を務めた。2004年7月25日にDVD発売。

## ストーリー
さすらいの末、人狼（ひとおおかみ）の牙吉がたどりついた村。そこでは罪人・桜丸が追っ手の役人や村人を容赦なく斬り殺す暴虐の限りを尽くしていた。桜丸に傷を負わされた牙吉は、盲目の娘・おまつの真心に触れ、ひとときの安らぎを得る。桜丸は、牙吉を殺すべく追ってきた人狼・安寿に惹かれ、冷たくあしらう安寿につきまとうようようになる。一方、人間と妖怪の双方を滅ぼそうと企む妖怪・道眼とその一味は安寿を襲い、おまつを惨殺、さらには多くの村人たちを殺していく。紫蘭上人や村人から桜丸を討つよう懇願された牙吉。桜丸だけでなく正体を現した道願一味とも死闘を繰り広げ、最後には満月の下、狼に変身して同じく女狼となった安寿と決闘することになる。

## 原作
- 島本高雄・森野達弥「無宿狼人　キバ吉」
- 映画原作・原口智生「妖怪無宿　牙吉」

## キャスト[3]
- 牙吉 - 原田龍二
- 安寿・お豊 - 田中美紀
- おまつ - 中村愛美
- 桜丸 - 船木誠勝
- 道眼（一角大王） - 鷲生功
- 鏡四郎（青坊主） - 田村勤
- 徳兵衛 - 藤川直也
- 元斎 - 松尾勝人
- 同心・福原軍之助 - 中島崇博
- 五郎 - 林健太郎
- セツ - 阿波初美
- 太兵 - 山崎貴司
- 三郎 - 吉川淳史
- セツの子 - 林晃生
- 茶店親爺 - 平井靖
- のっぺらぼう - 吉良浩一（友情出演）
- のっぺらぼうの女房 - 金子珠美（友情出演）
- 役人１ - 大石昭弘
- 役人２ - 根本一也
- 捕手 - 都京助
- 般若 - 浦川忠敬
- ゴンザレス - ダン・ラザフォード
- 語り - 伊武雅刀
- 雪姫 - 嘉門洋子（特別出演）
- 紫蘭上人 - 芦屋小雁

## スタッフ[3]
- 監督 - 服部大二
- 脚本 - 神尾麦
- 制作 - 北側雅司（グランプリ）、及川次雄（ヤ・ルゼ）
- 企画 - 中島仁（GPミュージアム）、原口智生（中州プロ）、佐藤博彦（イメージワークス）
- プロデューサー - 小野誠一（GPミュージアム）、水野純一郎（松竹京都映画）
- キャスティングプロデューサー - 田中政裕
- 製作協力 - 中州プロ
- 制作協力 - 松竹京都映画
- 題字 - 若林薫
- 殺陣 - 加藤正記
- 音楽 - 川井憲次